# Ulica Kozia w Poznaniu
Ulica Kozia – ulica znajdująca się w Poznaniu na Starym Mieście, na osiedlu Stare Miasto. 

## Przebieg, nazwa i historia
Ulica bieg zaczyna przy Placu Kolegiackim. Biegnąc ku zachodowi przecinka kolejno pod kątem prostym ulice: Klasztorną, Świętosławską, Wrocławską i Szkolną. Na dalszym odcinku, od północy dobiegają doń ulice Sieroca i Murna. Zakończenie traktu znajduje się pośród budynków dawnego szpitala im. Józefa Strusia (wcześniej klasztoru karmelitanek założonego przez Marię Ludwikę Gonzagę, żonę króla Jana Kazimierza, wzniesionego w 1667) i przyjmuje formą pasażu z tarasami i niewielkimi schodami. W tym rejonie znajdują się też zabytkowe schody Böhmera i Preula. Ulica swoją nazwę zawdzięcza szyldowi, wiszącemu niegdyś nad oberżą, która przy niej stała. W pierwszej połowie XVII wieku przy ulicy funkcjonowała jedna z łaźni miejskich.
W okresie międzywojennym, poznański nauczyciel i działacz społeczny, Józef Szafarkiewicz projektował przedłużenie ulicy do Alei Marcinkowskiego, tak aby odciążyć równoległą, bardzo ruchliwą ulicę Paderewskiego. Pomysł ten nigdy nie doczekał się realizacji.
20 listopada 1918, jeszcze przed wybuchem powstania wielkopolskiego, na terenie magazynu szkła i porcelany W. Zborowskiego (nr 6), przechowywano zdobyte tego samego dnia karabiny, bagnety i amunicję. Zdobył je oddział Stanisława Nogaja w magazynach wojskowych za Bramą Kaliską (Malta).

## Obiekty
Od wschodu przy ulicy znajduje się Pałac Górków. W domu narożnym z ulicą Klasztorną mieścił się jeden z większych w Poznaniu w okresie międzywojennym, sklep z trumnami. Potem (pomiędzy ulicami Świętosławską i Szkolną) na trakt wychodzą tyły kamienic kupieckich stojących frontem do Starego Rynku. Pomiędzy ulicami Sierocą i Murną funkcjonowała przed II wojną światową Drukarnia Mieszczańska. Od strony ulicy Koziej, przed 1945, prowadził wjazd do kostnicy szpitala im. Józefa Strusia. W związku z tym wychodziły tędy, często bardzo uroczyste, kondukty pogrzebowe.
Pod numerem 8 znajduje się prawdopodobnie najstarszy zachowany dom przy ulicy. Charakteryzuje się wyjątkowo szeroką, jak na ten trakt, fasadą. Przed II wojną światową Kozia byłą ulicą spichrzów, zwłaszcza na odcinku w rejonie ulicy Świętosławskiej. W tym miejscu stał też skromny hotel Poznański i restauracja.
Na tej ulicy pod numerem 7, w lutym 1855, Hipolit Cegielski nabył za 2650 talarów posesję, na której utworzył "fabrykę machin i narzędzi rolniczych", zalążek początek późniejszych Zakładów Cegielskiego. Od strony ulicy prowadziło też wejście do willi z ogrodem, w której Cegielski mieszkał. Miała ona trzynaście pokoi, osiem gościnnych i biurowych, dwie kuchnie, oranżerię i przeszklony salon. W ogrodzie funkcjonowała fontanna i poustawiano posągi. Z czasem posesję tę wykupił szpital.
Obecnie w kamienicy na rogu Koziej i Wrocławskiej jest siedziba gminy Kościoła Jezusa Chrystusa Świętych Dni Ostatnich.

## Zabytki
- kamienica, nr 8 na narożniku z ulicą Szkolną, z XV w, przebudowana w 1800, nr rej.: A-54 z 11.04.1958[7]
- kamienica, nr 15, z XV w., przebudowana w XIX w., nr rej.: A-55 z 23.04.1966[7]
- kamienica, nr 21, z XV w., 1800, nr rej.: A-56 z 11.04.1958[7]